# William B. Maclay
William Brown Maclay (ur. 20 marca 1812 w Nowym Jorku, zm. 19 lutego 1882 w Nowym Jorku) – amerykański polityk, członek Partii Demokratycznej.

## Działalność polityczna
W okresie od 4 marca 1843 do 3 marca 1849 przez trzy kadencje był przedstawicielem 4. okręgu, a od 4 marca 1857 do 3 marca 1861 przez dwie kadencje przedstawicielem 5. okręgu wyborczego w stanie Nowy Jork w Izbie Reprezentantów Stanów Zjednoczonych.